# Aszat

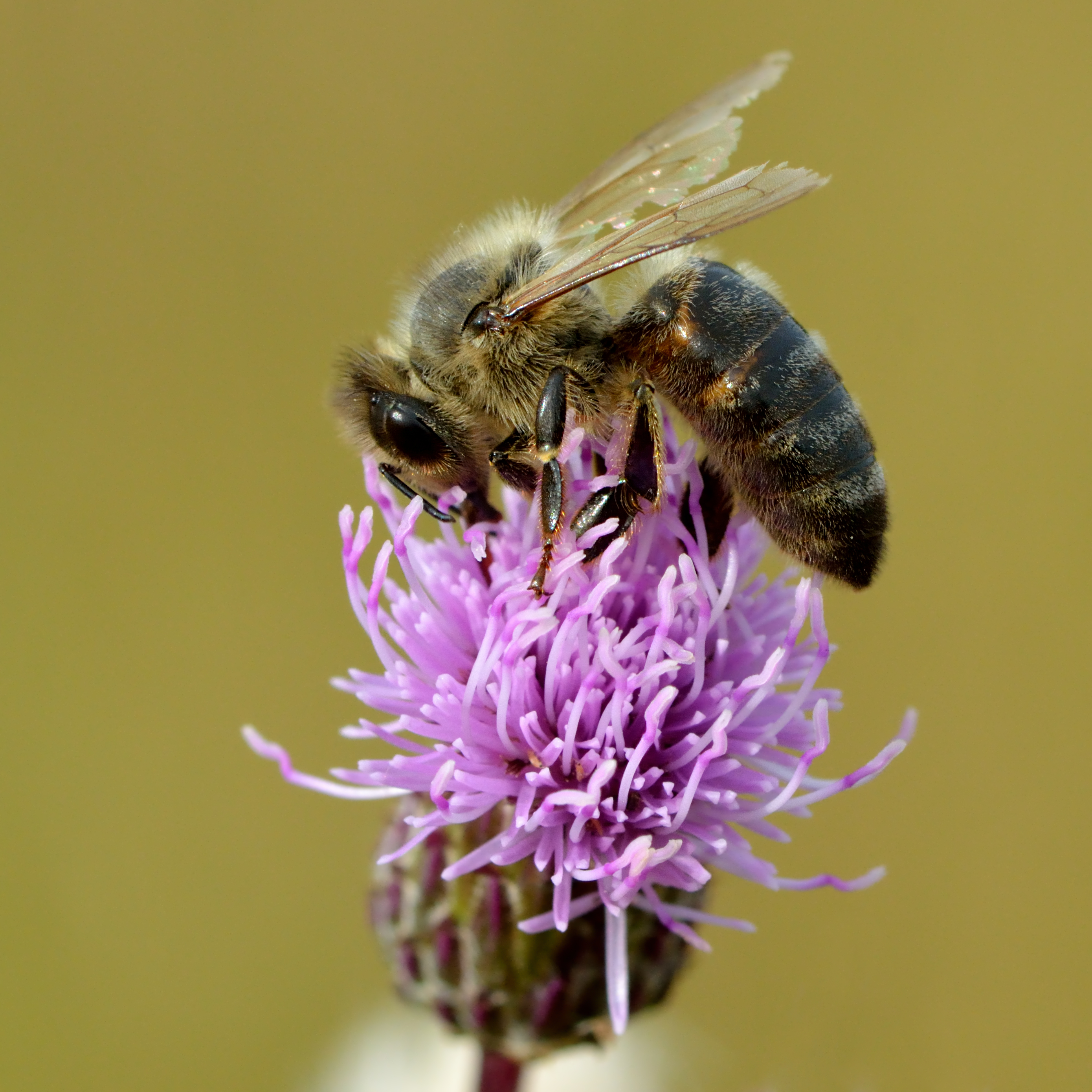
Házi méh (Apis mellifera) mezei aszat (Cirsium arvense) virágzatán

Az aszat (Cirsium) a fészkesvirágzatúak (Asterales) közé sorolt őszirózsafélék (Asteraceae) családjának egyik nemzetsége mintegy 120 fajjal. Neve ógörög eredetű, eredetileg „tüskés növényt” jelölt.

## Előfordulásuk
Holarktikus nemzetség, valamennyi faja az északi féltekén honos.

## Megjelenésük, felépítésük
Lágyszárú, de általában magas termetű, szúrós levelű növények. Felálló száruk gyakran fél méteren is túlemelkedik; a fölső részén ágas, sűrűn leveles. Változatos alakú, többnyire tövisesen fogas levelei általában igen szúrósak.

## Életmódjuk, termőhelyük
Évelők vagy kétévesek. Tarackos gyökerük akár három méter mélységbe is lehatolhat, abból a vegetatív szaporulat az eredeti tőtől akár több méterre hajthat ki.
Kétlaki; általában június közepétől októberig virágzik.
Számos faja ismert gyomnövény; különösen a nedves, erősen kötött öntés-, illetve réti talajokon nő.

## Ismertebb fajok
- mezei aszat (Cirsium arvense)
- kisfészkű aszat (Cirsium brachycephalum)
- szürke aszat (Cirsium canum)
- gyapjas aszat (Cirsium eriophorum)
- enyves aszat (Cirsium erisithales)
- öldöklő aszat (Cirsium furiens)
- halovány aszat (Cirsium oleraceum)
- mocsári aszat (Cirsium palustre)
- magyar aszat (Cirsium pannonicum)
- csermelyaszat. ~ ördöggyökér (Cirsium rivulare)
- soktövisű aszat (Cirsium spinosissimum)
- lándzsás aszat ~ közönséges aszat, (Cirsium vulgare)

Az ördöggyökér (Cirsium rivulare) Magyarországon védett.

## Felhasználásuk
Néhány faja kerti dísznövény.